# Oeste Maranhense
Oeste Maranhense is een van de vijf mesoregio's van de Braziliaanse deelstaat Maranhão. Zij grenst aan de Atlantische Oceaan in het noorden, de deelstaten Pará in het westen en Tocantins in het zuidwesten en de mesoregio's Sul Maranhense in het zuiden, Centro Maranhense in het zuidoosten en oosten en Norte Maranhense in het noordoosten. De mesoregio heeft een oppervlakte van ca. 87.042 km². Midden 2004 werd het inwoneraantal geschat op 1.325.579.
Drie microregio's behoren tot deze mesoregio:
- Gurupi
- Imperatriz
- Pindaré

Mesoregio's: Centro Maranhense · Leste Maranhense · Norte Maranhense · Oeste Maranhense · Sul Maranhense

Microregio's: Aglomeração Urbana de São Luís · Alto Mearim e Grajaú · Baixada Maranhense · Baixo Parnaíba Maranhense · Caxias · Chapadas das Mangabeiras · Chapadas do Alto Itapecuru · Chapadinha · Codó · Coelho Neto · Gerais de Balsas · Gurupi · Imperatriz · Itapecuru Mirim · Lençóis Maranhenses · Litoral Ocidental Maranhense · Médio Mearim · Pindaré · Porto Franco · Presidente Dutra · Rosário